# رودلف کیرشلگر
رودلف کیرشلگر (انگلیسی: Rudolf Kirchschläger؛ ۲۰ مارس ۱۹۱۵ – ۳۰ مارس ۲۰۰۰) یک قاضی اهل اتریش بود. کیرشلگر پیش از اینکه هشتمین رئیس جمهور اتریش باشد، قاضی، سیاستمدار و دیپلمات بود. رودلف کیرشلگر در ۳۰ مارس ۲۰۰۰ در سن ۸۵ سالگی درگذشت.